# Distretto di Tolna
Il distretto di Tolna (in ungherese Tolnai járás) è un distretto dell'Ungheria, situato nella provincia di Tolna.